# Agnieszka Pollo
Agnieszka Maria Pollo (ur. 11 stycznia 1972) – polska astrofizyczka, pracowniczka Obserwatorium Astronomicznego Uniwersytetu Jagiellońskiego. Od 2023 zastępczyni dyrektora Narodowego Centrum Badań Jądrowych. Od 2025 p.o. dyrektora Narodowego Centrum Badań Jądrowych.

## Życiorys
Agnieszka Pollo ukończyła studia magisterskie na Wydziale Fizyki Uniwersytetu Warszawskiego. W 2000 obroniła w Centrum Astronomicznym im. Mikołaja Kopernika Polskiej Akademii Nauk napisaną pod kierunkiem Romana Juszkiewicza pracę doktorską Testowanie teorii niestabilności grawitacyjnej przy pomocy dwuwymiarowych katalogów galaktyk. W 2011 habilitowała się na Uniwersytecie Jagiellońskim w dziedzinie nauk fizycznych, dyscyplinie astronomia. W 2021 otrzymała tytuł naukowy profesora nauk ścisłych i przyrodniczych.
Zawodowo związana z Wydziałem Fizyki, Astronomii i Informatyki Stosowanej UJ (od 2009) oraz Narodowym Centrum Badań Jądrowych (od 2007), gdzie kieruje Zakładem Astrofizyki, a w 2023 została zastępczynią dyrektora. Pracowała także w Osservatorio Astronomico di Brera we Włoszech i w Laboratoire d'astrophysique de Marseille we Francji.

## Zainteresowania naukowe i prace badawcze
Zajmuje się kosmologią obserwacyjną i astrofizyką pozagalaktyczną. Bada, jak na podstawie rozkładu widocznych w różnych zakresach promieniowania galaktyk odtworzyć własności całego Wszechświata i rozkład ciemnej materii. Współtworzyła głęboki przegląd galaktyk VIMOS VLT Deep Suvey (VVDS). Kierowała polską komórką głębokiego przeglądu nieba VIMOS Public Extragalactic Redshift Survey (VIPERS). Zebrane dane pozwoliły stworzyć największą trójwymiarową mapę Wszechświata z czasów, gdy był dwa razy młodszy niż obecnie. Wykorzystuje klasyczne metody statystyczne oraz nowoczesne algorytmy uczenia maszynowego.
Koordynuje działania polskiej części szwajcarsko-polsko-chińsko-niemieckiego zespołu, który buduje eksperyment POLAR-2, w którym od 2024 roku z pokładu chińskiej stacji kosmicznej będą obserwowane rozbłyski gamma. Wraz z zespołem uczestniczy też w badaniach galaktyk i kwazarów w „oknie na pozagalaktyczny świat” na północnym biegunie ekliptycznym.
Agnieszka Pollo prowadzi aktywną działalność popularyzującą astronomię, gości w programach radiowych i telewizyjnych.
Członkini Komitetu Astronomii PAN od roku 2020 oraz Komitetu Ewaluacji Jednostek Naukowych – Komisji do spraw Grupy Nauk Ścisłych i Inżynierskich MNiSW w latach 2012–2014. W październiku 2023 powołana na stanowisko zastępcy dyrektora Narodowego Centrum Badań Jądrowych. W kwietniu 2025 powierzono jej obowiązki  dyrektora Narodowego Centrum Badań Jądrowych.
Córka Iwo Polla oraz Zofii z d. Boczkowskiej. Ma brata Rafała (ur. 1980).

## Publikacje
- Recenzowane

- Wszystkie